# Sint-Michielskerk (Westmeerbeek)

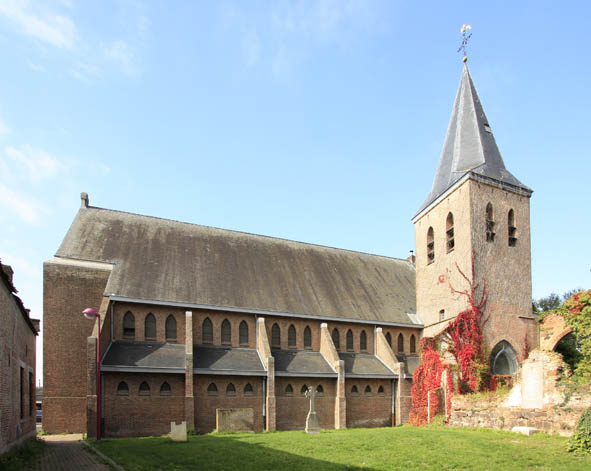
Oude toren en nieuwe Sint-Michielskerk

De Sint-Michielskerk is de parochiekerk van de tot de Antwerpse gemeente Hulshout behorende plaats Westmeerbeek, gelegen aan de Netestraat 6.

## Geschiedenis
Het patronaatsrecht van de parochiekerk berustte bij het Sint-Martinuskapittel van Utrecht. Na enige tijd kwam het, gezien de afstand tot Utrecht, in bezit van de lokale heren.
De vervallen laatgotische kerk uit de 2e helft van de 15e eeuw, omringd door een kerkhof, was een driebeukige georiënteerde pseudobasilicale kruiskerk, gebouwd in baksteen en ijzerzandsteen. Van deze kerk staan nog enkele muurresten en de toren overeind. De toren werd in 1991-1992 gerestaureerd en geïntegreerd in de nieuwe kerk.
Deze nieuwe kerk werd in 1939 gebouwd naar ontwerp van Jos Ritzen. Het is een driebeukig bakstenen basilicaal kerkgebouw in moderne gotiek. De kerk is naar het noorden georiënteerd.
Het kerkmeubilair is overwegend 20e-eeuws. Er is een beeld van Sint-Michael uit de 19e eeuw en er zijn twee eiken biechtstoelen uit het midden van de 18e eeuw.